# 有末真哉
有末 真哉（ありすえ しんや、1958年（昭和33年）3月17日 - ）は、日本の経営者。大樹生命保険代表取締役会長。同社では、アクチュアリーとして史上初の代表取締役社長である 。

## 来歴
北海道札幌西高等学校を経て、1980年、早稲田大学教育学部理学科数学専修卒業。同年、三井生命保険入社。1998年、主計部 数理グループリーダー、1999年、経営企画部門 数理グループマネージャー、2001年、法人業務本部 上席アクチュアリー役、2002年、法人業務本部 法人商品開発グループマネージャー、2003年、経営企画部門 主計統括室 収益管理グループマネージャー、2006年 主計部長など、アクチュアリーとして主に数理関係部署でキャリアを重ねた。
2008年、執行役員企画部長、2009年、常務執行役員を経て、2013年6月、代表取締役社長に就任した。アクチュアリーの有資格者が三井生命保険の社長に就くのは初めてだった。2015年、三井生命保険と日本生命との経営統合を実現した。2022年、退任。